# Deorro
Deorro (* 29. August 1991 in Los Angeles; bürgerlicher Name Erick Orrosquiesta), auch bekannt als Ton!c, ist ein mexikanisch-US-amerikanischer House-DJ und Produzent aus Los Angeles, der insbesondere mit den Liedern Yee und Five More Hours Erfolg feierte.

## Biografie
Aufgewachsen ist Deorro in West Covina im Großraum Los Angeles. Mit 14 Jahren begann er als DJ und einige Jahre später fing er an, eigene Tracks zu produzieren. Bei der Internetplattform Soundcloud sammelte er über 400.000 Anhänger, seine Tracks Fire und Voodoo wurden über eine Million Mal heruntergeladen. Er stand mehrfach in den Soundcloud-Charts und mit seiner ersten Veröffentlichung Big Fat war er 2011 auch in den Beatport-Electro-House-Charts zu finden.
Deorro begann seine Karriere unter dem Pseudonym Ton!c, den er aus rechtlichen Gründen ablegte. Nachdem er sich durch einige Produktionen einen Namen in der Dance-Szene machen konnte, wurden erstmals auch bekanntere DJs auf ihn aufmerksam und es entstanden erste Kollaborationen. Im Jahre 2012 nahm er an einer großen US-weiten DJ-Tour teil, woraufhin er auch in Australien einige größere Auftritte feierte. Über „Spinnin’ Records“ veröffentlichte er mit der Single Get Up erstmals einen Track über ein größeres Label. Der Nachfolger Dechorro brachte ersten kommerziellen Erfolg ein. Des Weiteren prägte der Song seinen späteren Dirty-Dutch-Stil.
2013 unterschrieb er einen weiteren Plattenvertrag bei Hardwells Plattenlabel „Revealed Recordings“. Mit dem ersten „Revealed“-Stück Yee wurde er 2013 auch in Europa bekannt. Zuerst erreichte er im Herbst in den Niederlanden die Top 40, dann trat er auch in Deutschland und Österreich in die Charts ein. Nach zwei weiteren Veröffentlichungen landete er mit dem Instrumentalstück Five Hours einen nächsten Erfolg. Im Gegensatz zu seinen vorherigen eher Big-Room- und Dirty-Dutch-lastigen Liedern, weist dieser Track einen eher langsameren und weniger aggressiven Stil auf. Auch dieses Lied stieg in zahlreichen europäischen Ländern ein. Eine erste Vocal-Version erschien am 3. Oktober 2014 mit dem Titel Don't Hold Me Back in Zusammenarbeit mit der kanadischen Sängerin DyCy produzierte. Parallel liefen ebenfalls mit DyCy und Adrian Delgado die Aufnahmen zum Lied Perdoname, welches die deutschen iTunes-Charts erreichte.
Ende Februar 2015 kamen erste Gerüchte um eine Kollaboration mit dem US-amerikanischen Sänger Chris Brown auf. Der Radiosender „Power 106“ premierte das Lied Five More Hours am 27. April 2015. Die zweite Vocal-Version zu Five Hours wurde im Mai 2015 als Single veröffentlicht und erreichte in unter anderem Deutschland, Niederlande, Frankreich die obere Charthälfte sowie die Top-10 in Finnland und Schweden. Auch das Musikvideo erreichte hohe Popularität. Dieses zeigt Chris Brown und Deorro, wie sie in einem Bus eine Party schmeißen. Das von Ultra veröffentlichte Video wurde innerhalb eines Monats mehrere Millionen Mal aufgerufen.
In den Ranglisten von The DJ List stand er Ende 2013 in den USA auf Platz 15 und weltweit in den Top 100. In den DJ-Mag-Top-100 stieg Deorro 2014 direkt auf Platz 19 ein. Nach drei erfolglosen Jahren erreichte er 2023 Platz 76 der Top 100.

## Diskografie

### Alben
- 2011: Voodoo (als Ton!c)
- 2017: Good Evening

### EPs
- 2013: Elevation

### Singles
| - 2011: Fire - 2011: Voodoo - 2011: Big Fat - 2012: Get Up - 2013: Dechorro - 2013: Lose It - 2013: Yee - 2013: All I Need Is Your Love (mit Adrian Delgado) - 2013: Bootie In Your Face - 2014: Five Hours (US: Gold) - 2014: Freak (mit Steve Aoki & Diplo feat. Steve Bays) - 2014: Flashlight (mit R3hab) - 2014: Ready (mit MAKJ) - 2014: Rambo (mit J-Trick) - 2014: Five Hours (Don’t Hold Me Back) (feat. DyCy) - 2014: Perdóname (mit Adrian Delgado & DyCy; US: ×2Doppelplatin (Latin) ) - 2014: If Only (mit Adrian Delgado & Duvoh) - 2015: Five More Hours (mit Chris Brown; US: Platin) - 2015: Haters (mit Will Sparks) - 2016: Bailar (feat. Elvis Crespo; US: Gold, US: ×8Achtfachplatin (Latin) ) | - 2016: Bailar (Remix) (feat. Pitbull & Elvis Crespo) - 2016: Goin Up (feat. DyCy) - 2017: Tell Me Lies (feat. Lesley Roy) - 2017: Rise and Shine - 2017: Feeling Pretty Good - 2017: Burn Out - 2017: Andele - 2018: Existence - 2018: Offspring - 2018: Shakalaka (mit Steve Aoki, MAKJ & Max Styler) - 2018: Dracarys (mit Dirty Audio) - 2018: Knockout (mit MAKJ & Quintino) - 2018: Titan (mit D3FAI) - 2018: Dftf (mit Vikström) - 2018: Focus (feat. Lena Leon) - 2018: Muñequita Linda (Juan Magan, Makj & Deorro feat. YFN Lucci; US: Gold (Latin)) - 2019: Wild Like the Wind - 2019: Pica (mit Elvis Crespo & Henry Fong) - 2019: Keep It Goin’ (mit Danny Ávila) |

## Auszeichnungen für Musikverkäufe
| Goldene Schallplatte - Belgien - 2016: für die Single Five More Hours - 2016: für die Single Bailar - Dänemark - 2023: für die Single Five Hours - Italien - 2015: für die Single Five Hours - Kanada - 2017: für die Single Bailar - Norwegen - 2014: für die Single Five Hours - Polen - 2024: für die Single Bailar (Remix) Platin-Schallplatte - Italien - 2018: für die Single Perdoname - Neuseeland - 2015: für die Single Five More Hours - Polen - 2015: für die Single Five More Hours - Spanien - 2015: für die Single Five More Hours - 2016: für die Single Bailar | 3× Goldene Schallplatte - Mexiko - 2019: für die Single Bailar 2× Platin-Schallplatte - Dänemark - 2021: für die Single Five More Hours - Italien - 2016: für die Single Five More Hours - 2018: für die Single Bailar - Norwegen - 2015: für die Single Five More Hours 3× Platin-Schallplatte - Kanada - 2017: für die Single Five More Hours - Niederlande - 2017: für die Single Bailar - Schweden - 2015: für die Single Five More Hours | 4× Platin-Schallplatte - Australien - 2019: für die Single Five More Hours 9× Goldene Schallplatte - Mexiko - 2022: für die Single Five More Hours Diamantene Schallplatte - Frankreich - 2017: für die Single Bailar |

Anmerkung: Auszeichnungen in Ländern aus den Charttabellen bzw. Chartboxen sind in ebendiesen zu finden.
| Land/RegionAuszeichnungen für Musikverkäufe (Land/Region, Auszeichnungen, Verkäufe, Quellen) | Gold       | Platin       | Diamant  | Verkäufe  | Quellen                   |
| -------------------------------------------------------------------------------------------- | ---------- | ------------ | -------- | --------- | ------------------------- |
| Australien (ARIA)                                                                            | —          | 4× Platin4   | —        | 280.000   | aria.com.au               |
| Belgien (BRMA)                                                                               | 2× Gold2   | —            | —        | 30.000    | ultratop.be               |
| Dänemark (IFPI)                                                                              | Gold1      | 2× Platin2   | —        | 225.000   | ifpi.dk                   |
| Deutschland (BVMI)                                                                           | Gold1      | Platin1      | —        | 600.000   | musikindustrie.de         |
| Frankreich (SNEP)                                                                            | —          | —            | Diamant1 | 233.333   | snepmusique.com           |
| Italien (FIMI)                                                                               | Gold1      | 5× Platin5   | —        | 265.000   | fimi.it                   |
| Kanada (MC)                                                                                  | Gold1      | 3× Platin3   | —        | 280.000   | musiccanada.com           |
| Mexiko (AMPROFON)                                                                            | 2× Gold2   | 5× Platin5   | —        | 360.000   | amprofon.com.mx           |
| Neuseeland (RMNZ)                                                                            | —          | Platin1      | —        | 15.000    | aotearoamusiccharts.co.nz |
| Niederlande (NVPI)                                                                           | —          | 3× Platin3   | —        | 120.000   | nvpi.nl                   |
| Norwegen (IFPI)                                                                              | Gold1      | 2× Platin2   | —        | 85.000    | ifpi.no                   |
| Österreich (IFPI)                                                                            | Gold1      | —            | —        | 15.000    | ifpi.at                   |
| Polen (ZPAV)                                                                                 | Gold1      | Platin1      | —        | 45.000    | olis.pl                   |
| Schweden (IFPI)                                                                              | —          | 3× Platin3   | —        | 120.000   | sverigetopplistan.se      |
| Schweiz (IFPI)                                                                               | Gold1      | —            | —        | 10.000    | hitparade.ch              |
| Spanien (Promusicae)                                                                         | —          | 2× Platin2   | —        | 80.000    | elportaldemusica.es       |
| Vereinigte Staaten (RIAA)                                                                    | 3× Gold3   | 11× Platin11 | —        | 2.620.000 | riaa.com                  |
| Vereinigtes Königreich (BPI)                                                                 | —          | Platin1      | —        | 600.000   | bpi.co.uk                 |
| Insgesamt                                                                                    | 15× Gold15 | 44× Platin44 | Diamant1 |           |                           |